# Mustafa Koçak
Mustafa Koçak (Turquía, 2 de agosto de 1992 - provincia de Esmirna, 24 de abril de 2020) fue un músico y activista político turco, cantante del grupo musical Grup Yorum. Murió por huelga de hambre, en la que reivindicaba «el derecho a un juicio justo», después de ser condenado a cadena perpetua agravada acusado de secuestro y militancia en organización terrorista. Fue la segunda persona del mismo grupo en morir por huelga de hambre en el último mes, después de que lo hiciera Helin Bölek el 3 de abril en su 288.º día de protesta.

## Trayectoria
En 2017 fue detenido. Manifestó que en los interrogatorios había sufrido tortura física y psicológica, así como amenazas de violación a su hermana embarazada en caso de negarse a dar información, chantaje al cual no cedió. En julio de 2019, junto con sus compañeros de grupo, entre ellos Helin Bölek e İbrahim Gökçek, inició en el centro penitenciario en el que estaba recluido una huelga de hambre a base de agua azucarada para exigir «el derecho a un juicio justo». El mismo mes fue condenado a cadena perpetua agravada, es decir, sin perspectiva de libertad condicional, a pesar de que la defensa esgrimiera poca concreción de evidencias. Se le condenó por participación en el secuestro del fiscal Mehmet Selim Kiraz y por pertenencia al Partido-Frente Revolucionario de Liberación del Pueblo (DHKP-C), considerado una organización terrorista por el Estado turco. La acusación se basó en el testimonio de un informador gubernamental, Berk Ercan, cuyas pruebas se utilizaron para encarcelar a al menos 346 personas relacionadas con protestas antigubernamentales.
El 19 de marzo de 2020, amigos vinculados al grupo musical presentaron un recurso de urgencia contra las «graves torturas» en la prisión de Şakran y el traslado forzoso a la prisión de Kırklar al que fue sometido. Como protesta por el cambio, agudizó la huelga de hambre, convirtiéndola en un ayuno hasta la muerte. El recluso manifestó a su abogado que el 13 de marzo había sido alimentado a la fuerza. También denunció haber sido forzado a orinarse encima por la prohibición de utilizar un aseo. Asimismo, alegó que lo habían atado y esposado de pies y manos, agredido sexualmente con una porra y que le habían introducido diversos objetos en la boca para impedirle gritar.
Murió el 24 de abril de 2020 en la prisión de Kırklar (Esmirna), a los 28 años de edad, cuando se cumplía el 297.º día de protesta, tal como confirmaron en las redes sociales los representantes de la Oficina de Derecho Popular (HHB). El mismo día se ofició el funeral en el cemevi (recinto de culto aleví) del barrio de Gazi, situado en el distrito de Sultangazi de Estambul, conocido como uno de los barrios más comunistas de la ciudad y por su alto apoyo al DHKP-C. Entre los asistentes a la ceremonia se encontraban los diputados del Partido Democrático del Pueblo (HDP) Züleyha Gülüm y Musa Piroğlu.
Koçak era uno de los componentes del grupo de música folk Grup Yorum, fundado en Estambul en 1985. Se han destacado por sus letras socialistas y antiimperialistas, así como por combinar la música tradicional kurda y turca, volviéndose especialmente populares en los años 1990. Tras lel intento de golpe de Estado de Turquía de 2016, el gobierno de Erdoğan inició una ola represiva contra el grupo musical argumentando que tenía vínculos con el Partido-Frente Revolucionario de Liberación del Pueblo (DHKP-C), considerado por dicho gobierno como una organización terrorista. Concretamente, se realizó la detención de sus miembros y la prohibición de conciertos del grupo por el contenido socialista de sus canciones, sumándose un total de 30 detenciones y 10 registros en el centro cultural Idil en tres años, producidos en los meses de octubre y noviembre de 2016, mayo y septiembre de 2017 y octubre y noviembre de 2018.